# Akademija Michajłowa
Akademija Michajłowa (ros. Академия Михайлова) – rosyjski klub hokeja na lodzie juniorów z siedzibą w Tule.

## Historia
Pierwotnie istniał klub NHK Nowomoskowsk, który występował w juniorskich rozgrywkach juniorskich NMHL edycji 2018/2019. W 2019 został przeniesiony do Tuły i nazwany Akademija na cześć Borisa Michajłowa, po czym uczestniczył w NMHL edycji 2019/2020 z siedzibą w Nowomoskowsku. Przed edycją 2020/2021 został przetransferowany do Tuły oraz przeniesiony z NMHL do MHL od sezonu 2020/2021.
Od początku występów w MHL zespół podporządkowano seniorskiemu klubowi CSKA Moskwa, a potem AKM Tuła.

## Szkoleniowcy
- Aleksiej Pierwuszyn (2020-2021)
- Igor Gawriłow (2021-2022)
- Jurij Nawarenko (2022-2023)
- Wiaczesław Ubajew (2023-)
- Iriek Galawijew (2023-)[8]